# Igor Astarloa
Igor Astarloa Askasibar (nascido em 29 de março de 1976) é um ex-ciclista espanhol que era ativo profissionalmente no de 2000 até 2009. Com a equipe espanhola, ele competiu na prova de estrada nos Jogos Olímpicos de 2004, em Atenas, Grécia.